# Olimpíada Brasileira de Matemática das Escolas Públicas
Le Olimpíada Brasileira de Matemática das Escolas Públicas (Olimpiade brasiliana di matematica delle scuole pubbliche, OBMEP) è un progetto concepito per incoraggiare lo studio della matematica tra gli studenti e gli insegnanti di tutto il Brasile. Promosso dal Ministero della Scienza e della Tecnologia (MCT) e il Ministero della Pubblica Istruzione (MEC) è effettuata dall'Istituto Nazionale di Matematica Pura ed Applicata (IMPA), con il supporto della Società Brasiliana di Matematica (SBM).
Dedicato agli studenti delle scuole pubbliche e OBMEP insegnanti si impegna per l'eccellenza come valore alto dello Stato nell'istruzione pubblica. Le loro attività hanno dimostrato l'importanza della matematica per il futuro dei giovani e di sviluppo in Brasile.
Il OBMEP si rivolge a studenti in sesto al nono grado della scuola elementare e studenti delle scuole superiori nei livelli di scuole pubbliche, statali e federali competere per i premi in base alla loro classificazione nelle prove. Insegnanti, scuole e dipartimenti di istruzione di studenti competere per i premi.